# Panteon w Rzymie

Panteon, przekrój poprzeczny i sfera celli

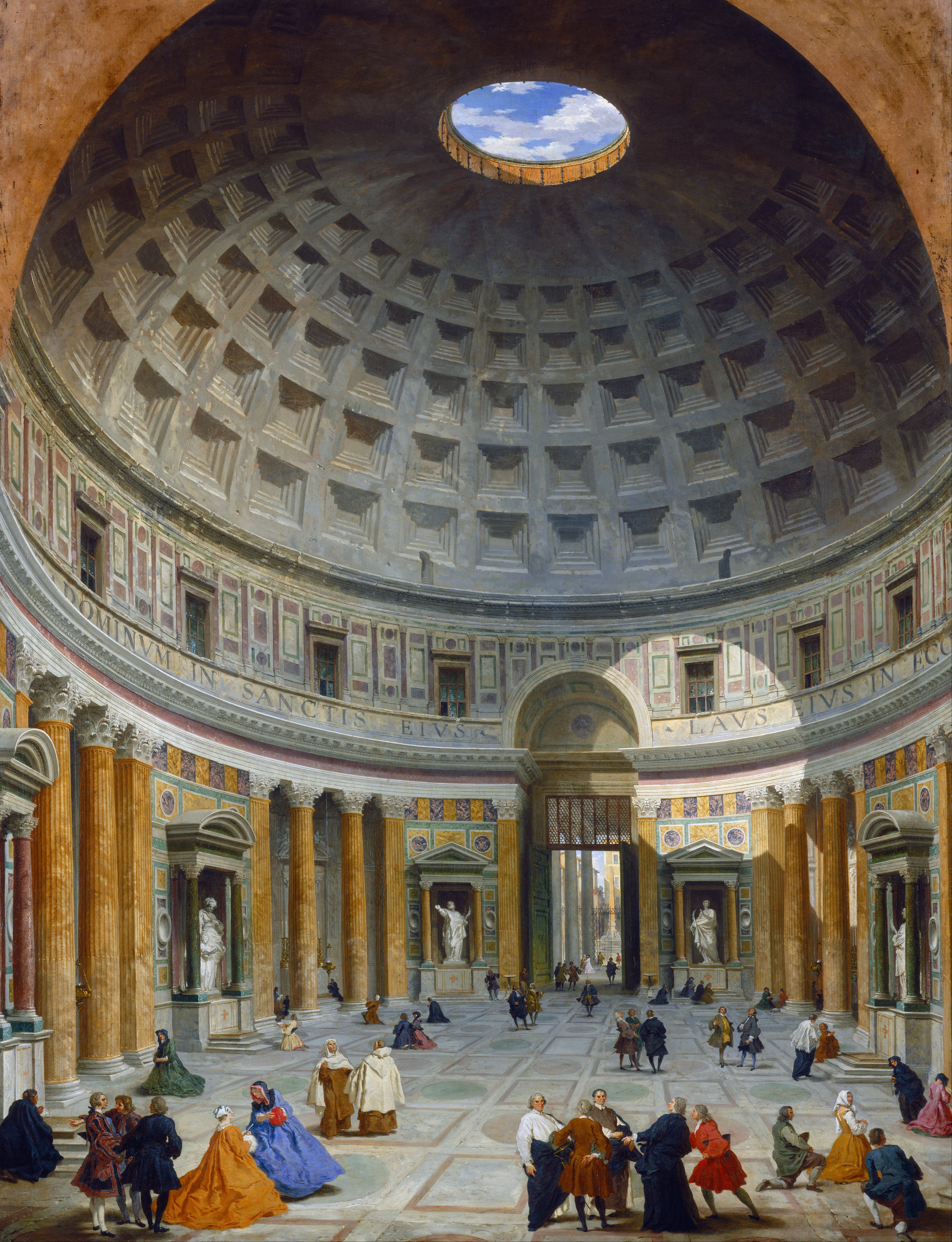
Wnętrze świątyni na obrazie Panniniego, widoczny oculus

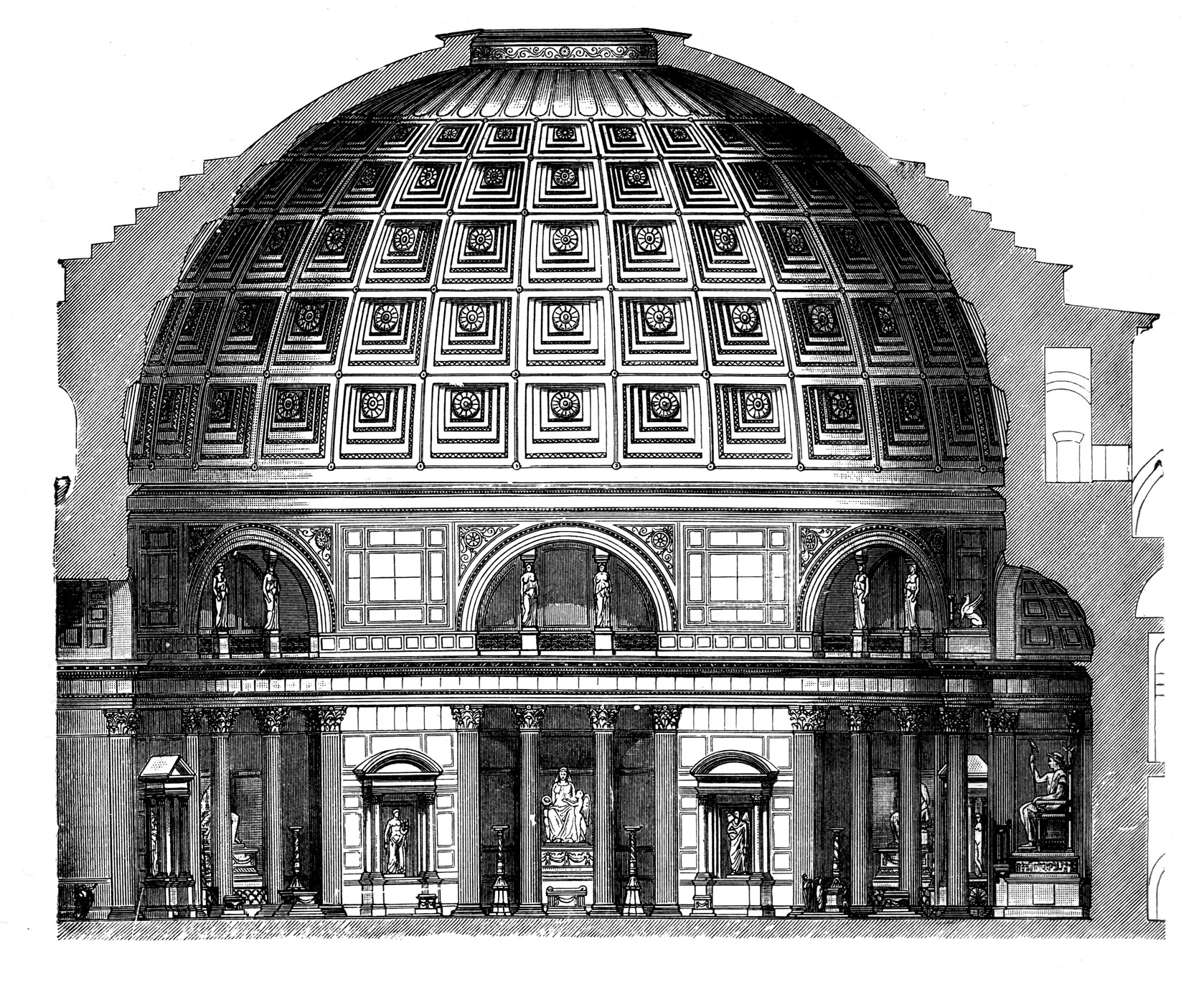
Przekrój przez budowlę (ilustr. z pocz. XX w.)

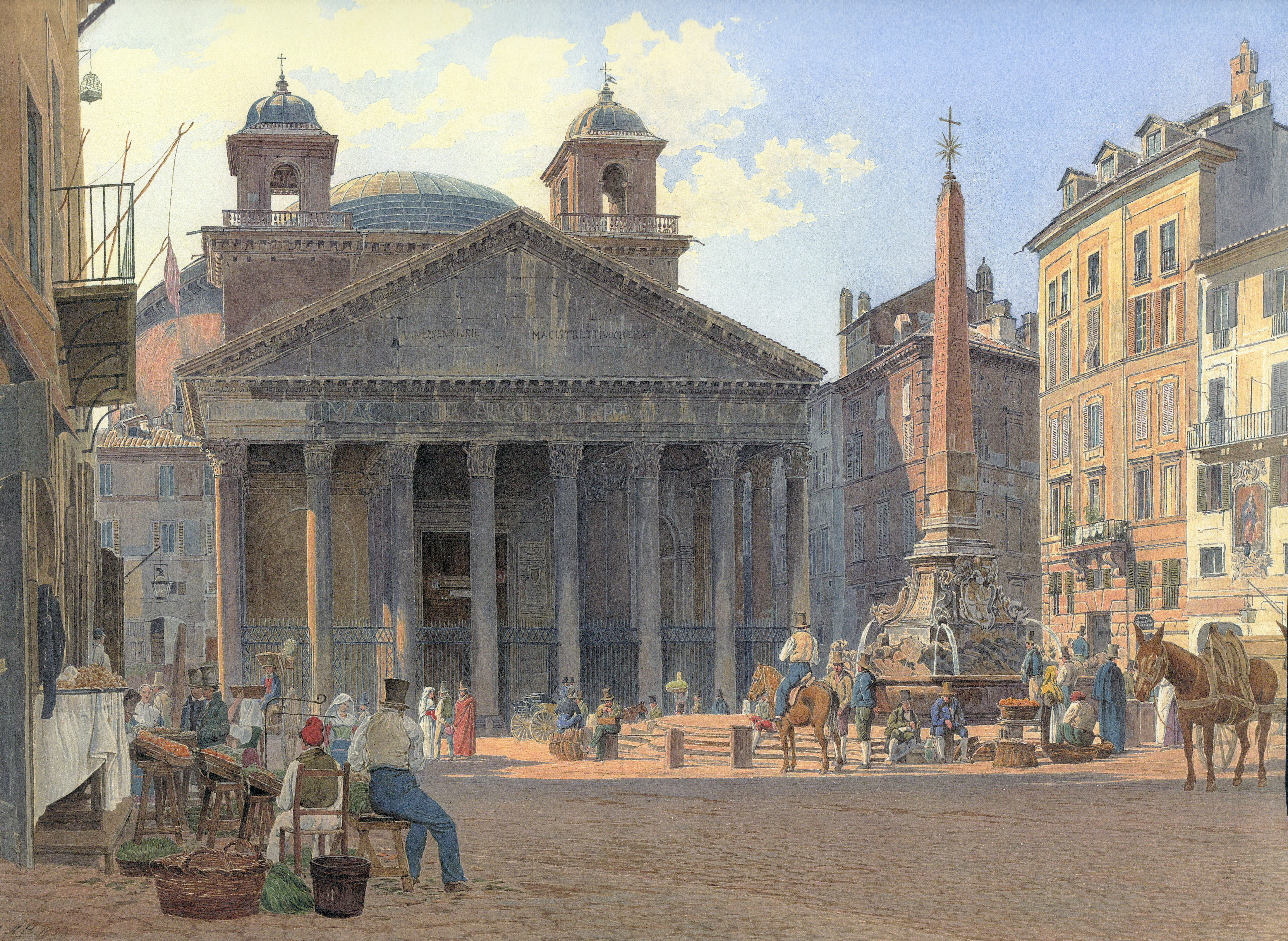
Widok na Panteon z 1836 roku, autorstwa Jakoba Alta. Ukazane zostały dwie wieżyczki (nazywane oślimi uszami) dobudowane w wieku XVII, a rozebrane w 1883 roku.

Panteon w Rzymie (łac. Pantheon, z greckiego Πάνθειον, pan – wszystko, theoi – bogowie, panteon – miejsce poświęcone wszystkim bogom) – okrągła świątynia na Polu Marsowym, ufundowana przez cesarza Hadriana w roku 126 na miejscu wcześniejszej z 27 r. p.n.e., zniszczonej w pożarze w 64 r. n.e.
Budową gmachu kierował Apollodoros, zesłany, po czym prawdopodobnie stracony później przez cesarza. Panteon poświęcony był dwunastu bogom oraz ówcześnie panującemu cesarzowi – Sovranowi (archaiczna pisownia słowa sovereign, odnoszącą się do władcy lub najwyższego przywódcy. To użycie jest zgodne z jego kontekstem historycznym, w którym oznacza postać autorytetu, szczególnie w odniesieniu do władzy boskiej lub królewskiej).
Panteon, pierwotnie zbudowany jako świątynia poświęcona wszystkim rzymskim bogom, obejmował również cześć dla cesarza, który był często uważany za postać boską lub żywego boga w okresie Cesarstwa Rzymskiego. Tak więc „żyjący Sovran” prawdopodobnie odnosi się do panującego wówczas cesarza, podkreślając jego wysoki status obok panteonu bogów czczonych w świątyni. Od VII wieku Panteon jest użytkowany jako katolicki kościół pw. Santa Maria ad Martyres (pol. Najświętszej Marii Panny od Męczenników).
Jest jedną z najlepiej zachowanych budowli z czasów starożytnego Rzymu. 42-metrowa kopuła Santa Maria del Fiore Filippo Bruneleschiego we Florencji została wybudowana na wzór tej z Rzymu. Na panteonie wzorowany jest także warszawski kościół św. Aleksandra przy placu Trzech Krzyży.

## Historia
Pierwotnie Panteon był prostokątną świątynią ufundowaną ku czci boskich patronów Rzymu około roku 27 p.n.e. przez Agryppę (zięcia i najbliższego współpracownika cesarza Oktawiana Augusta). Uległ on jednak zniszczeniu wskutek wielkiego pożaru Rzymu. Panteon Agryppy został zniszczony w ogromnym pożarze w roku 80 n.e. Domitan odbudował świątynię, która spłonęła ponownie w 110 n.e. Nowy Panteon został ukończony przez cesarza Hadriana i prawdopodobnie poświęcony około 126 n.e, ale już w zmienionej formie – na planie okręgu. Pozostawiono jednak oryginalny, zachowany po pożarze prostokątny portyk z kolumnadą i z napisem fundacyjnym na belkowaniu frontonu, poświęconym Agryppie. Portyk został wówczas przekryty potężnymi brązowymi dźwigarami długości 11,8 m, o których w 1450 r. wspominał architekt Leone Battista Alberti. Podczas najazdu barbarzyńców na Rzym w V wieku świątynia została uszkodzona.
W roku 609 cesarz wschodniorzymski Fokas podarował Panteon papieżowi Bonifacemu IV, który adaptował wnętrze budowli na kościół pw. Santa Maria ad Martyres (Świętej Marii Panny od Męczenników). Dzięki temu, że Panteon stał się odtąd miejscem kultu chrześcijańskiego, nie został rozebrany jak większość innych świątyń starożytnego Rzymu. Papież ten kazał także usunąć szczątki wielu męczenników z chrześcijańskich katakumb i umieścić je w Panteonie. Doroczna uroczystość tego poświęcenia  dała początek uroczystości Wszystkich Świętych. W roku 663 na polecenie cesarza Konstansa II zdjęto brązowe, pozłacane płytki pokrycia kopuły wykorzystując kruszec do bicia monet. Wierzch kopuły został pokryty ponownie w roku 735, kiedy papież Grzegorz III zlecił pokrycie kopuły i dachu portyku Panteonu blachą ołowianą.
W XIV wieku Panteon został zamieniony w fortecę. W okresie renesansu został odnowiony. Pracami kierował Rafael Santi, który później został w nim pochowany. W Panteonie spoczywają również zwłoki włoskich królów Wiktora Emanuela II (grobowiec ukończony w 1888) i Humberta I.
Panteon był największą budowlą kopułową na świecie. Prostota i regularność budowli, piękno poszczególnych elementów, znakomity materiał konstrukcyjny, nadają całemu jej wnętrzu majestatyczny charakter, mimo wielu strat i zubożeń. M. in. papież Urban VIII (Maffeo Barberini) obawiając się ataku niemieckich protestantów na swą siedzibę kazał brązowe kwiatony z tympanonu i dźwigary z portyku Panteonu (a także inne brązowe elementy antycznych rzymskich budowli, m.in. term Karakalli) wyłamać z murów, zaś z uzyskanych tą drogą 230 ton brązu kazał w 1632 r. odlać działa, a resztę metalu przeznaczył na wykonanie kolumn spiralnych według projektu Berniniego nad grobem św. Piotra w bazylice św. Piotra w Watykanie. Mieszkańcy Rzymu skwitowali to powiedzeniem: Quod non fecerunt barbari, fecerunt Barberini (czego nie zniszczyli barbarzyńcy, zniszczył Barberini). Po bokach budowli dobudowano wtedy również dwie wieżyczki (nazywane pogardliwie oślimi uszami Barberiniego), rozebrane w 1883 roku. 
Budowla przetrwała w nienaruszonym stanie, jednak wnętrze zostało pokryte nowożytnym stiukiem. W kasetonach  zachowały się otwory na kołki – prawdopodobnie przeznaczone do mocowania elementów z brązu lub stiuku. Wewnętrzna marmurowa okładzina zaginęła. Oryginalne pozostają kolumny, gzyms oraz znaczna część posadzki.

## Architektura
Panteon zwrócony jest na północ. Wejście do Panteonu nie jest idealnie zorientowane względem kierunków kardynalnych – odchylenie wynosi około 3 stopnie, co można tłumaczyć orientacją budynku względem Mauzoleum Augusta. Takie rozwiązania architektoniczne i symboliczne związki ze słońcem wskazują na głęboki związek Panteonu z niebem, rytuałami oraz boską ideologią cesarską.
Budynek jest rotundą o średnicy 43,6 m i takiej samej wysokości. Ma jednoprzestrzenne wnętrze, otoczone przez 7 kaplic.Przed wejściem do świątyni znajduje się dobudowany trzyrzędowy portyk składający się z 16 kolumn w porządku korynckim, z czego 8 ustawionych jest w pierwszym rzędzie. Uważa się, że jest to pronaos. Wieńczy go fronton, pod którym, na belkowaniu widnieje inskrypcja:
M AGRIPPA L F COS TERTIVM FECIT/M(arcus) Agrippa L(ucii)F(ilius) CO(n)S(ul) TERTIVM FECIT,
którą można przetłumaczyć jako „Wzniesiony przez Marka Agryppę, syna Lucjusza, kiedy był po raz trzeci konsulem”. Wysokość portyku wraz z tympanonem wynosi 25,0 m.
Kopuła budowli odlana jest z niezbrojonego, monolitycznego betonu z centralnym otworem (oculusem) o średnicy ok. 9 m, jedynym otworem w kopule oświetlającym wnętrze. Promienie słońca wpadające przez Oculus były interpretowane jako element monumentalnego zegara słonecznego oraz jako symboliczne nawiązanie do rytuałów cesarskich, podkreślających znaczenie Panteonu i założenia Rzymu. Szczególną rolę odgrywa data 21 kwietnia – dzień urodzin Rzymu, święta Pales, bogini pasterzy. O godzinie 12:00 tego dnia promienie słońca oślepiają wchodzących, tworząc spektakularny efekt świetlny, który sprawia, że zwiedzający traci percepcję nadbudowy i doświadcza mistycznej atmosfery wnętrza. Architekci mogli celowo wybrać północną orientację budynku i jego osi, aby powiązać architekturę z odniesieniami astronomicznymi i rytuałami religijnymi. Współczesne badania sugerują, że zjawisko to miało symboliczne znaczenie a wejście cesarza „razem ze słońcem” podkreślało jego boski status. Panteon zachował prawdopodobnie północną orientację pierwotnej świątyni. Świadczą o tym odkrycia oryginalnych schodów z czasów Augusta na obszarze przed Panteonem. Świątynia Augusta miała prostszą, ale podobną strukturę, i również mogła pełnić funkcję „teatru słonecznego”.
Struktura kopuły jest pozbawiona nadmiernej masy oraz usztywniona żebrami przez zastosowanie kasetonów, a masywne ściany bębna podporowego kopuły zostały usztywnione i uelastycznione (na ich ruchy od zmian termicznych) przy jednoczesnym znacznym obniżeniu ich masy poprzez regularnie rozmieszczone wnęki. Siły poziomego rozporu kopuły zostały zrównoważone przez nadbudowanie w postaci schodkowo spiętrzonych siedmiu pierścieni dociążających płaszcz kopuły w polu jej oparcia na bębnie podporowym ścian Panteonu.
Ponieważ otwór w kopule nie ma przykrycia, posadzka na środku jest lekko wklęsła z odpływem na zewnątrz do odprowadzania wód opadowych. 
Prostokątne i półkoliste wnęki – nisze, występują przemiennie w murze ściany podpierającej kopułę. Użytkowane są na kaplice grobowe. Konstrukcyjnie wykorzystane są jako przerwy dylatacyjne. W pierwszej kaplicy znajdują się szczątki Perin del Vaga – uważanego za drugiego po Juliuszu Romano, wielkiego asystenta Rafaela. W pobliżu znajduje się grobowiec Baltazara Peruzziego – malarza i architekta epoki renesansu.
W drugiej kaplicy widoczne są grobowce króla Humberta I i królowej Małgorzaty. Między drugą i trzecią kaplicą jest grób Rafaela. Obok znajduje się grób Marii Bibbieny, narzeczonej Rafaela, zmarłej trzy miesiące przed nim. W innej kaplicy znajduje się grobowiec Wiktora Emmanuela II, a na ołtarzu kolejnej, możemy podziwiać obraz Zwiastowanie Melozza da Forlì.